# Sfârșitul lumii (Doctor Who)
„Sfârșitul lumii” (The End of the World) este al doilea episod al noului serial britanic științifico-fantastic Doctor Who din 2005.  A avut premiera la 2 aprilie 2005. Episodul este regizat de Euros Lyn după un scenariu de Russell T Davies  (care este și co-producător executiv).
În acest episod, călătorul în timp, extraterestrul denumit Doctorul (Christopher Eccleston), o duce pe noua sa însoțitoare, Rose Tyler (Billie Piper), în prima ei călătorie prin timp și spațiu cu ajutorul TARDISului.  Cei doi ajung în anul cinci miliarde în momentul în care mai mulți delegați extratereștri bogați s-au adunat pe o stație spațială denumită Platforma Unu  pentru a urmări expansiunea Soarelui și distrugerea Pământului, moment în care unul dintre oaspeți încearcă să facă profit de pe urma evenimentului prin uciderea celorlalți.
Este primul episod în care apar personajele Cassandra și Fața lui Boe. Episodul a fost vizionat de 7.970.000 de telespectatori în Marea Britanie.

## Legături externe
- Wikia are un wiki despre: TARDIS Data Core
- BBC Doctor Who Homepage
- "The End of the World" la Doctor Who: A Brief History Of Time (Travel)
- "The End of the World" la Doctor Who Reference Guide
- "The End of the World" la TV.com
- Doctor Who Confidential — Episode 2: The Good, the Bad and the Ugly
- „The End of the World” la Internet Movie Database

### Recenzii
- "The End of the World"  - recenzii la Outpost Gallifrey
- "The End of the World"  - recenzii la The Doctor Who Ratings Guide